# 1965년 대한민국의 영화 목록
다음은 1965년에 개봉됐던 대한민국의 영화 목록이다.

## 목록
- 《가슴을 펴라》
- 《가시나이》
- 《가을에 온 여인》
- 《갯마을》
- 《광야의 호랑이》
- 《기른 정 낳은 정》
- 《나그네 밤거리》
- 《나는 죽기 싫다》
- 《난의 비가》
- 《남과 북》
- 《남아 일생》
- 《노을진 들녘》
- 《누구를 위한 반항이냐》
- 《대석굴암》
- 《도망자》
- 《로타리의 미소》
- 《마지막 정열》
- 《막내딸》
- 《명동 44번지》
- 《모녀봉》
- 《무관의 제왕 장보고》
- 《무명가의 지배자》
- 《무정의 사십계단》
- 《밀회》
- 《바람아 말하라》
- 《밤에 핀 해바라기》
- 《불나비》
- 《불량소녀 장미》
- 《빗 속에 지다》
- 《사랑은 무서워》
- 《사르빈가에 노을이 진다》
- 《산천도 울었다》
- 《살아야 한다》
- 《살인 명령》
- 《상속자》
- 《상해 55번지》
- 《성난 독수리》
- 《성난 영웅들》
- 《수탉같은 사나이》
- 《슬픔이여 잘 있거라》
- 《시장》
- 《암흑가의 사자》
- 《압록강아 말하라》
- 《애수의 밤》
- 《언제나 그날이면》
- 《여자가 고개를 넘을 때》
- 《예기치 못한 사랑》
- 《옥이 엄마》
- 《왕과 상노》
- 《용사는 살아있다》
- 《의형제》
- 《이 세상 끝까지》
- 《이수일과 심순애》
- 《인천상륙작전》
- 《잃어버린 세월》
- 《저 하늘에도 슬픔이》
- 《적자 인생》
- 《정경부인》
- 《정동대감》
- 《정사》
- 《정조성》
- 《제3의 운명》
- 《죽도록 보고싶어》
- 《처가살이》
- 《첫사랑》
- 《청계천》
- 《청춘을 변상하라》
- 《춘몽》
- 《출가외인》
- 《큰 댁》
- 《태양의 그림자》
- 《태조 이성계》
- 《푸른 별 아래 잠들게 하라》
- 《피어린 구월산》
- 《하늘 보고 땅을 보고》
- 《해병특공대》
- 《현금은 내 것이다》
- 《홍도야 울지 마라》
- 《후회하지 않겠다》
- 《흑맥》

## 참고 자료
- KOFIC 영화데이터베이스

## 같이 보기
- 대한민국의 영화